# Sông Cửa Tiểu
Sông Cửa Tiểu là một phân lưu của sông Tiền, chảy qua tỉnh Tiền Giang
Sông có chiều dài khoảng 45 km, chảy theo hướng Tây-Đông bắt đầu từ cù lao Tấu (cách cầu Rạch Miễu khoảng 14 km về phía hạ lưu của sông Tiền, chảy qua các huyện Chợ Gạo, Gò Công Tây, Gò Công Đông của Tiền Giang và đổ vào Biển Đông tại cửa Tiểu, huyện Gò Công Đông.